# Quốc kỳ Argentina

Quốc kỳ Argentina

Quốc kỳ Argentina (tiếng Tây Ban Nha: Bandera de la Argentina) là biểu tượng của nhà nước và quốc gia Argentina. Nó có ba dải màu nằm ngang kích thước bằng nhau : màu xanh biển nhạt, màu trắng, màu xanh biển nhạt. Có nhiều cách giải thích về lý do cho những màu sắc. Lá cờ này được Manuel Belgrano tạo ra, phù hợp với việc tạo ra gần đây của phù hiệu ở mũ của Argentina, và lần đầu tiên được đưa ra tại thành phố Rosario vào 27 tháng 2 năm 1812, trong cuộc chiến tranh độc lập Argentina. Lá cờ nghi lễ quốc gia sau đó đã được thiết kế tại địa điểm này. Bộ ba đầu tiên đã không chấp nhận việc sử dung thiết kế lá cờ này, nhưng Asamblea del Ano XIII cho phép sử dụng của lá cờ như một lá cờ chiến tranh. Chính tại Đại hội Tucumán cuối cùng đã được chỉ định thiết kế này là lá cờ quốc gia vào năm 1816. Một mặt trời màu vàng được thêm vào trung tâm vào năm 1818.
Lá cờ đầy đủ có mặt trời được gọi là chính thức, lá cờ nghi lễ (tiếng Tây Ban Nha: Bandera Oficial de Ceremonia). Lá cờ không có ánh nắng mặt trời được coi là là cờ trang trí (Bandera de Ornato). Trong khi cả hai phiên bản đều được coi là lá cờ quốc gia ngang nhau, phiên bản cờ trang trí luôn luôn được treo dưới cờ lễ nghi chính thức. Về mặt quốc kỳ, cờ lễ nghi chính thức là cơ dân sự, nhà nước và chiến tranh, trong khi cờ trang trí là một lá cờ dân sự.